# Eridanos (mythologie)
De Eridanos (Latijn Eridanus, vroeger in het Nederlands Eridaan) was bij de oude Grieken een legendarische rivier. In de monding  van deze rivier lagen de Barnsteen-eilanden. Oude schrijvers situeerden de rivier ergens in het hoge noorden (bij de Oostzee?). Vergilius beschouwde haar als een van de rivieren van de Hades en Herodotus vereenzelvigde haar met de Po omdat die aan het eind van de barnsteenroute lag.
Naar de rivier is een sterrenbeeld vernoemd: Eridanus.
Barnsteen zou zijn ontstaan uit de tranen die de Heliaden plengden toen hun broer Phaëton stierf en uit de lucht in de Eridanos viel.
De aan het eind van het Vroeg Pleistoceen verdwenen rivier Eridanos is door geologen naar deze rivier genoemd.
Acheron · Cocytus · Eridanos · Lethe · Mnemosyne · Phlegethon · Styx